# Skeireins

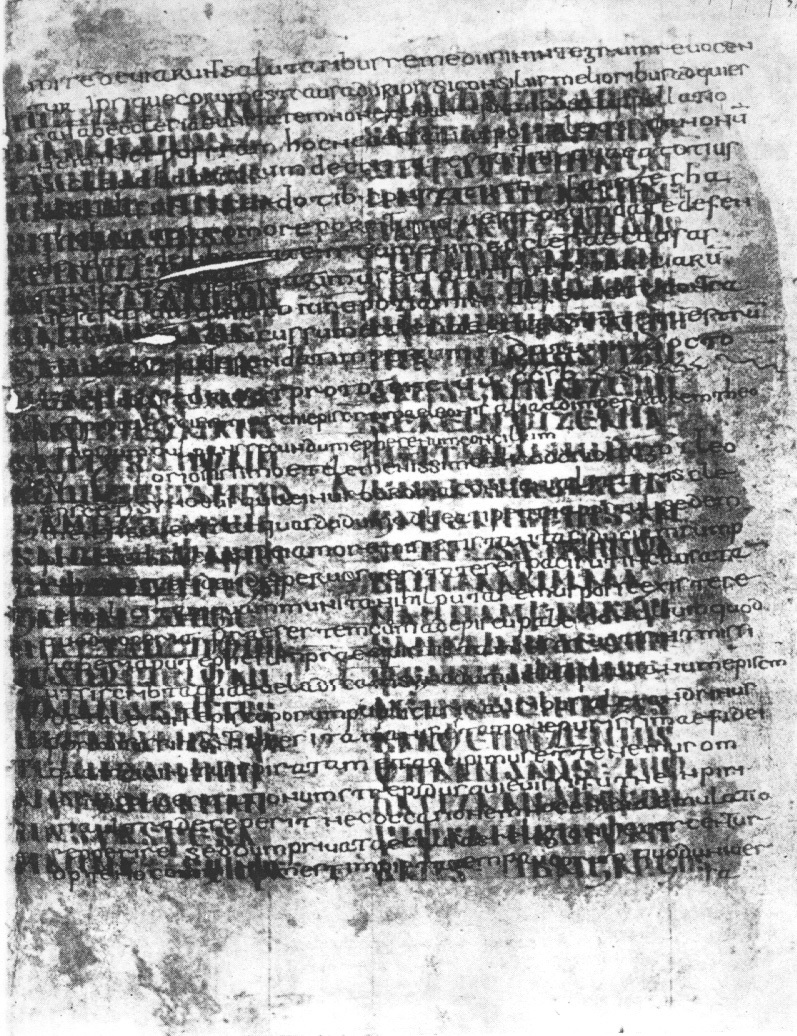
deel van Skeireins

De Skeireins (kort voor Skeireins aiwaggeljons þairh Johannen wat 'Toelichting op het evangelie van Johannes' betekent) is een commentaar op het Johannes-evangelie en is geschreven in de Gotische taal. Het is niet bekend wie dit commentaar heeft geschreven. Hoewel sommigen aan de Gotische bisschop Wulfila hebben gedacht, wijkt de stijl van de Skeireins af van die van de Gotische Bijbelvertaling van Wulfila.
De tekst is waarschijnlijk vertaald vanuit een Griekse bron.
Er zijn maar acht bladen bewaard gebleven van het oorspronkelijke manuscript dat waarschijnlijk ooit zo'n 78 bladzijden telde. De Skeireins is overgeleverd in de codices Ambrosianus E (Milaan, Biblioteca Ambrosiana) en Vaticanus Latinus 5750 (Vaticaanstad, Biblioteca Apostolica Vaticana).
De oorspronkelijke titel van het werk is overigens niet bekend. De huidige aanduiding Skeireins stamt van de Duitse wetenschapper Hans Ferdinand Massmann die de tekst van de Skeireins als eerste uitgaf.